# Тэлим (музей)
Музей современного искусства «Тэлим» (кор. 대림미술관, англ. Daelim Museum) — художественный музей в районе Чонногу южнокорейского города Сеул, основанный в городе Тэджон в 1996 году — при поддержке одноимённого фонда; переехал в столицу в мае 2002 года; специализируется на современном искусстве — проводит временные фотовыставки как известных авторов, так и начинающих фотохудожников; в залах площадью 470 м² проходили экспозиции Линды Маккартни, Райана Макгинли и Финна Юля.

## История и описание
Музей современного искусства «Тэлим» был основан одноимённым культурным фондом в 1996 году; галерея была открыта для посетителей в 1997 году в городе Тэджон, став первым музеем современной фотографии в Южной Корее. Предшественником музея была галерея «Hallim Gallery», открытая конгломератом «Daelim Group» в августе 1993 года в одноимённом культурном центре, расположенном перед ратушей Тэджона.
29 мая 2002 года музей был перенесён на новую площадку — в районе Чонногу столичного города Сеул; современное музейное двухэтажное здание, общей площадью в 470 м², было построено в 1967 году и перестроено как выставочное пространство по проекту французских архитекторов. В 2010 году музей посетило 60 000 человек; через пять лет число посетителей оставило 460 000, а ещё через год — 750 000.
Первый этаж здания используется как конференц-зал, здесь же располагается и крытая оранжерея; на втором и третьем этажах располагаются 180 квадратных метров выставочного пространства и офисы администрации. Снаружи четвертого этажа расположен балкон, с которого открывается панорамный вид на горы Инвангсан и Пукхансан. За пределами основного здания — в соседнем доме — разместилось музейное кафе.
Музей «Тэлим» проводит временные фотовыставки как известных авторов, так и начинающих фотохудожников. Так с ноября 2014 по апрель 2015 года в нём проходила ретроспективная выставка Линды Маккартни «Linda McCartney Retrospective», а с ноября 2013 по февраль 2014 года музей представлял корейской публике работы американского фотографа Райана Макгинли («Ryan McGinley — Magic Magnifier»). Сольная экспозиция датского автора Финна Юля (1912—1989) о скандинавской мебели «Finn Juhl: Scandinavian Furniture» проходила в музейных залах в период с конце апреля по конец сентября 2012 года.